# Недостаточность 5,10-метенилтетрагидрофолатсинтетазы

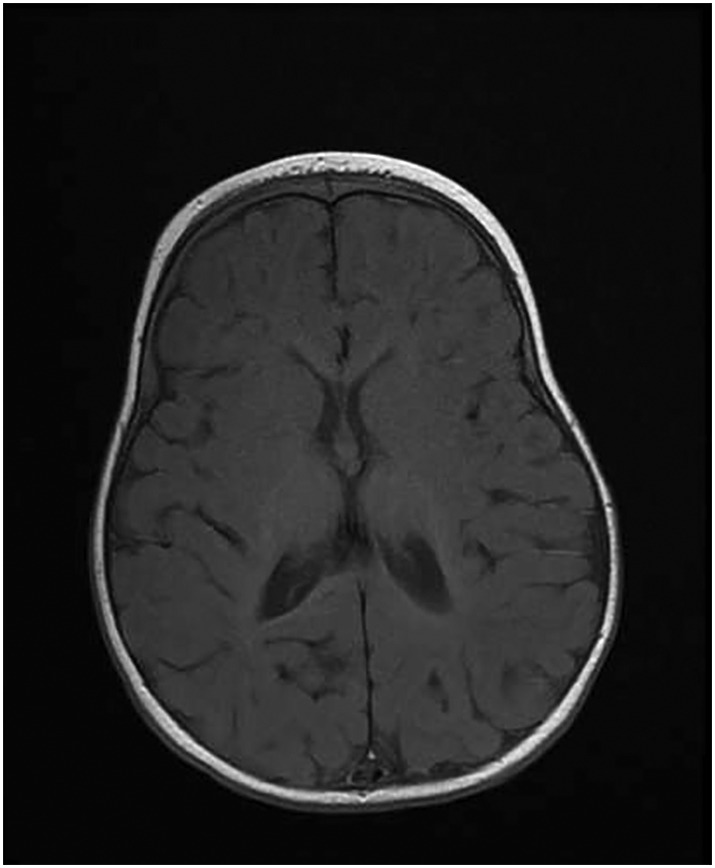
T1-взвешенный МРТ-снимок мозга 10-месячной пациентки, аксиальная проекция. Заметна недостаточная миелинизация внутренних капсул, относительно слабая миелинизация субкортикального белого вещества, истончение мозолистого тела. Иллюстрация из описания клинического случая, Romero et al., 2019.

Недостаточность 5,10-метенилтетрагидрофолатсинтетазы — редкое расстройство развития нервной системы (расстройство нейроонтогенеза), вызываемое мутациями гена MTHFS, кодирующего один из ферментов фолатного метаболизма. 
Заболевание начинается с рождения либо в раннем младенческом возрасте, проявляясь такими симптомами, как микроцефалия, низкий рост, задержка психического развития. У пациентов развиваются эпилептические судороги, которые иногда с трудом поддаются контролю. На снимках мозга наблюдается задержка образования миелиновой оболочки либо потеря миелина. 
Мутации гена MTHFS нарушают метаболизм фолата — витамина, крайне необходимого для правильного развития нервной системы и образования миелиновой оболочки вокруг нервных отростков.
Концентрация 5-MTHF, основной формы фолата, в спинномозговой жидкости пациентов может находиться вблизи нижней границы нормы, либо быть ниже этой границы, что классифицируется как церебральная фолатная недостаточность. Вместе с тем назначение фолиновой кислоты, обычно применяемой для коррекции церебральной фолатной недостаточности, может, напротив, усугубить это состояние, поскольку при дефекте гена MTHFS у пациента образуется избыток фолиновой кислоты, предположительно нарушающий работу фермента серингидроксиметилтрансферазы и тем самым предотвращающий образование 5-MHTF.

## История
Первое описание двух пациентов с недостаточностью MTHFS было опубликовано в 2018 году. Третий пациент был описан в 2019 году.

## Альтернативные названия
- Neurodevelopmental disorder with microcephaly, epilepsy, and hypomyelination (NEDMEHM) — «расстройство развития нервной системы с микроцефалией, эпилепсией и гипомиелинизацией».